# Kansas-Territorium

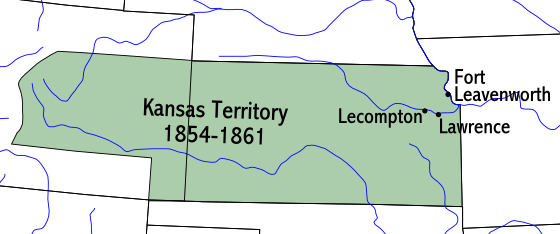
Das Kansas Territory mit der zeitweiligen Hauptstadt Lecompton

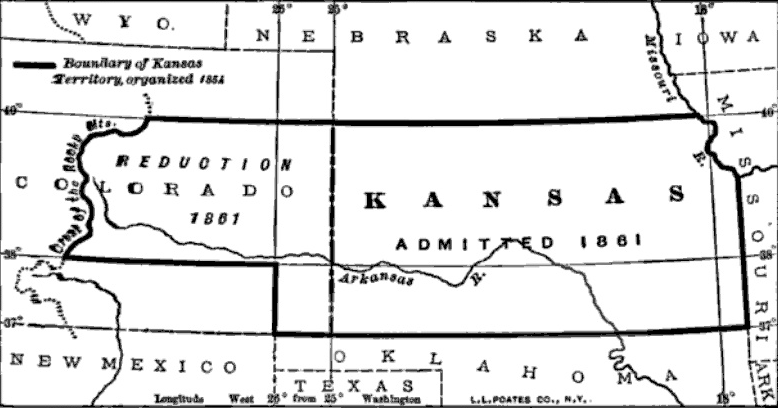
Änderungen zum Territorium und Ausgründung des Colorado-Territoriums

Das Kansas-Territorium war ein Vorläufer des US-Bundesstaats Kansas, das zwischen dem 30. Mai 1854 und dem 29. Januar 1861 existierte, als dieses Gebiet organisiert und zur Besiedlung freigegeben wurde, aber noch kein Bundesstaat war. Die Besiedlung des östlichen Teils des Kansas Territory war begleitet von politischen Auseinandersetzungen um eine mögliche Einführung der Sklaverei für den späteren Bundesstaat. Die Existenz als Territorium wurde durch die Zulassung von Kansas als 34. Bundesstaat zu den Vereinigten Staaten beendet. Vier Wochen später, am 28. Februar 1861, ging das westliche Gebiet des ehemaligen Territoriums in das neu geschaffene Colorado-Territorium auf.
Als 1854 Gebiete der USA westlich des Missouri Rivers zur Besiedlung durch nicht-indianische Siedler freigegeben werden sollte, musste die organisatorische Aufteilung dieser Gebiete beschlossen werden. Die Gebiete wurden zunächst als Territorium bezeichnet, also als ein Teil der USA, der kein Bundesstaat ist. Der spätere Bundesstaat Kansas war zuerst Teil des Kansas Territory, das im Kansas-Nebraska Act von 1854 festgelegt wurde. Das Kansas Territory umfasste außer dem Gebiet des heutigen Bundesstaates Kansas auch Teile des späteren Bundesstaates Colorado, da die Westgrenze auf dem Höhenkamm der Rocky Mountains festgelegt wurde. Eine Begrenzung auf das heutige Gebiet von Kansas war zuvor genauso diskutiert worden, wie eine weitere Ausdehnung nach Norden bis zum Platte River im heutigen Nebraska.  Die Ausdehnung des Territoriums von Norden nach Süden reichte von dem 40. nördlichen Breitengrad bis zum 37. nördlichen Breitengrad.

## Kansas-Nebraska Act
Das Kansas-Territorium wurde durch den Kansas-Nebraska Act erschaffen. Dieses Gesetz trat am 30. Mai 1854 in Kraft und erschuf neben dem Kansas-Territorium auch noch das Nebraska-Territorium. Die umstrittenste Klausel des Gesetzes hob den Missouri-Kompromiss von 1820 auf und gestattete es den Siedlern des Kansas-Territoriums durch Volksabstimmung festzulegen, ob das Gebiet ein „Freier Staat“ sein sollte oder die Sklaverei zulassen sollte. Das Gesetz umfasste 37 Paragrafen. Die Paragrafen, die das Kansas-Territorium betrafen, waren die letzten achtzehn.

## Die Sklavereifrage vor der Gründung des Kansas-Territoriums

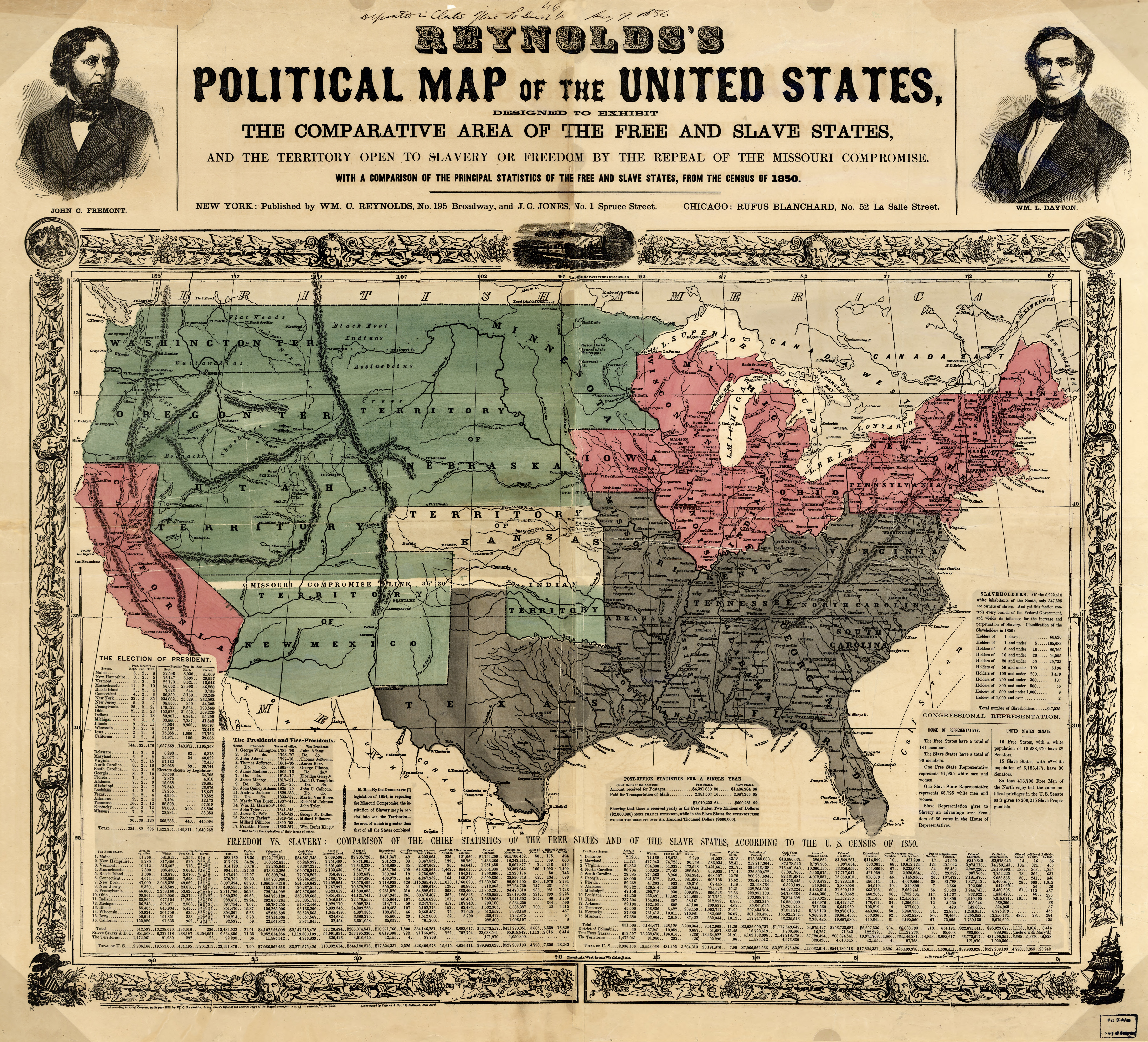
Karte der Bundesstaaten mit Sklaverei (dunkelgrau) und ohne Sklaverei („Free States“, rot) im Jahre 1854. Das Kansas Territory ist weiß dargestellt, da es noch keiner Seite angehörte, nicht-organisierte Gebiete der USA sind grün markiert

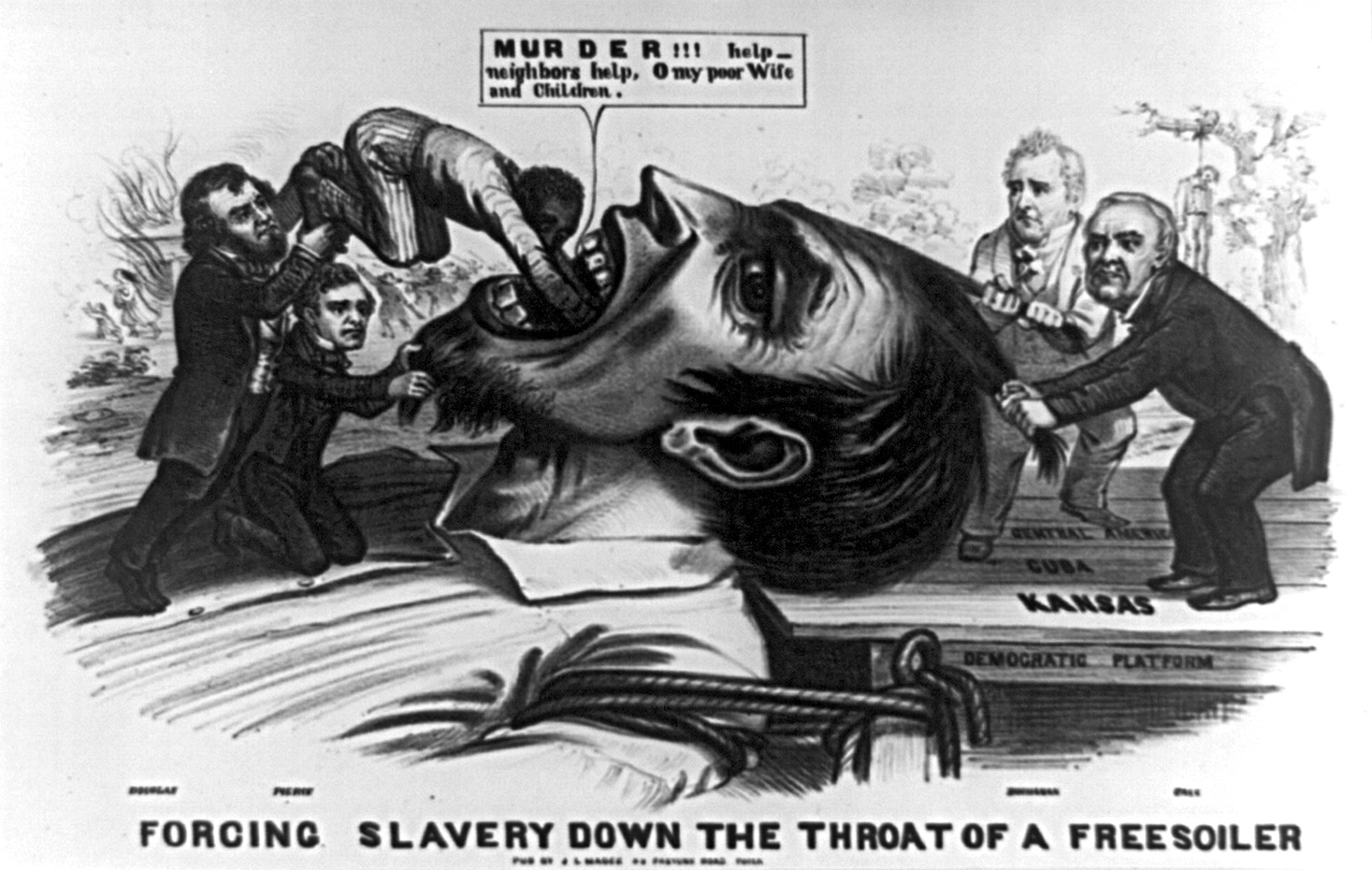
Karikatur von 1856: Sklavereifreundliche Politiker zwingen Gegner dazu, die Sklaverei zu schlucken

Die Etablierung des Kansas-Territoriums erfolgte zu einem Zeitpunkt, an dem eine gleiche Anzahl von Bundesstaaten der USA die Sklaverei erlaubten bzw. ablehnten. Der Missouri-Kompromiss von 1820 hatte dieses zeitweilige Gleichgewicht hergestellt, indem er die Sklaverei in Missouri erlaubte, sie aber nördlich des 36. Breitengrades verbot, also in allen durch den Louisiana Purchase zu den USA gekommenen Gebieten, die noch nicht Bundesstaaten waren. Dieser Status quo wurde aber durch den Kansas-Nebraska Act von 1854 gefährdet, der den Einwohnern im Kansas-Territorium erlaubte, selbst über die Einführung der Sklaverei zu entscheiden. Von diesem Moment an wurden Befürworter und Gegner der Sklaverei in den gesamten USA aktiv, um die Abstimmung über eine Verfassung für den zu gründenden Bundesstaat Kansas zu beeinflussen.
Die politischen Auseinandersetzungen zu diesem Thema gingen mit Gewalttaten einher, die ebenfalls teils politisch motiviert waren, aber teils auch im Rahmen von Raubüberfällen verübt wurden. Diese politisch motivierten Konflikte im Kansas-Territorium, die dem Territorium den Beinamen Bleeding Kansas brachten, gelten als Vorstufe zum Sezessionskrieg.

## Verfassungsentwürfe
Die erste gewählte Regierung des Kansas-Territorium von 1855 unterstützte die Sklaverei, wurde aber von den Anti-Sklaverei-Kräften als Ergebnis von Wahlbetrug abgelehnt. Tausende Unterstützer der Sklaverei waren aus Missouri nach Kansas gebracht worden, um dort zu wählen. In den folgenden Jahren wurden im Kansas-Territorium vier Verfassungsentwürfe auf den Weg gebracht. Der erste Verfassungsentwurf von 1855, die sogenannte Topeka Constitution (nach dem Ort der Entstehung), richtete sich gegen die Regierung und verbot die Sklaverei, wurde aber im US-Senat nicht angenommen. Die Regierung, die damals in Lecompton residierte, präsentierte 1857 einen Verfassungsentwurf, der Sklaverei erlaubte. Die letzten beiden Verfassungsentwürfe von 1858 (Leavenworth Constitution) und 1859 (Wyandotte Constitution) verboten die Sklaverei wiederum. Nachdem der US-Senat den Entwurf von 1858 abgelehnt hatte, wurde die Wyandotte-Verfassung angenommen und bei der Aufnahme des Bundesstaates in die USA im Jahre 1861 zur Basis des sogenannten Free State Kansas (also Sklaverei-freien Staates).